# Te Ara: The Encyclopedia of New Zealand
Te Ara: The Encyclopedia of New Zealand (с англ. — «Te Ara: Энциклопедия Новой Зеландии») — новозеландская онлайн-энциклопедия, основанная министерством культуры страны в 2001 году. Её наполнение разрабатывалось поэтапно последующие несколько лет: первые разделы были опубликованы лишь в 2005 году, а последний — в 2014, когда проект был официально завершён. Энциклопедия содержит более трёх миллионов слов, а в написании статей приняли участие более 450 авторов. В энциклопедии также присутствует 30 000 фотографий и видеоработ от нескольких тысяч авторов.
Название энциклопедии Te Ara с языка маори переводится как «путь».

## История
Первой энциклопедией в истории Новой Зеландии была платная 6-томная The Cyclopedia of New Zealand, опубликованная компанией Cyclopedia Co. в период между 1897 и 1908 годами. В 1966 году, правительством Новой Зеландии была опубликована первая официальная энциклопедия — An Encyclopaedia of New Zealand в 3 томах. Она также выложена на сайте в качестве отдельной энциклопедии.
Te Ara была разработана в период между 2001 по 2014 годами. Главным редактором энциклопедии выступил историк Джок Филлипс, который во время её создания руководил штатом из около 20 авторов, редакторов и дизайнеров. В 2010 году во время разработки энциклопедии было принято решение интегрировать Новозеландский биографический словарь в состав Te Ara. По завершении работы в 2014 году вклад Джока Филлипса в проект был отмечен Премией премьер-министра Новой Зеландии за литературные достижения. Энциклопедия вошла в фазу обслуживания и в настоящее время обновляется специальной исследовательской группой в Министерстве культуры.

## Структура
Энциклопедия состоит из нескольких разделов, каждый из которых охватывает свою широкую тему. При этом статьи по темам, в значительной степени относящимся к культуре маори, публикуются как на языке маори, так и на английском. Первой темой энциклопедии стала история населения страны. Этот раздел охватывает миграцию народов в Новую Зеландию и историю их расселения — как коренных новозеландских маори, так и других групп. В обзорном разделе «Кратко о Новой Зеландии» представлена краткая информация и факты о стране.
Второй раздел, «Земля, Море и Небо», опубликованный в 2006 году, охватывает океанических рыб, куликов и других морских обитателей, взаимодействие людей и моря, природные ресурсы страны и связанные с морем и землёй науки, такие как геология, вулканология и климатология. Особенности Новой Зеландии являются основным направлением содержания, а научные и технические данные представлены в их социальном контексте.
В 2007 году был опубликован «Буш», в котором рассказывается о ландшафтах страны, лесах, растениях и животных Новой Зеландии, а также о том, как люди их использовали или пытались изучать. Также в это главе представлены ранняя картография, пешеходный туризм с его основными маршрутами, Танива (мифология маори), исчезающие виды животных и вырубка местных лесов. Более поздними темами были «Оседлый ландшафт» (2008 г.), «Экономика и город» (2010 г.), «Социальные связи» (2010 г.), «Правительство и нация» (2012 г.), «Повседневная жизнь, спорт и отдых» (2013 г.). , и «Творческая и интеллектуальная жизнь» (2014).

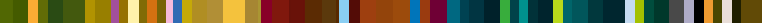
Цветные полосы (элемент веб-сайта), используемые в Te Ara. Каждый цвет обозначает отдельный раздел содержимого.